# Supermjehur
Supermjehur (eng. superbubble, rus. сверхпузыр, fra. superbulle) ili superljuska (eng. supershell, rus. супероболочка) je šupljina koja je promjera jedan ili više stotinjaka svjetlosnih godina. Ispunja ju plin vruć 106 K upuhan u međuzvjezdani medij. Upuhali su ga višestruke supernove i zvjezdani vjetrovi. Vjetrovi novorođenih zvijezda otkidaju supermjehurima prašinu i plin. Sunčev sustav je u središtu starog supermjehura Mjesnog mjehura čije se granice može pratiti zbog iznenadnim porastom prašinske ekstinkcije zvijezda na udaljenostima većim od nekoliko stotinjaka svjetlosnih godina.
Supermjehur je oblast međuzvjezdanog prostranstva. Za razliku od mjehura zvjezdanog vjetra, koji čine pojedinačne zvijezde, supermjehuri nastaju oko OB-asocijacija koje se nalaze unutar molekularnih oblaka. Zvjezdani vjetar od OB-zvijezda i energija od eksplozija supernova zagrijavaju tvar supermjehura do temperature 106 K.Stari supermjehuri koji imaju više gustu vanjsku ljusku od prašine i više razrijeđeno i hladnije unutarnje prostranstvo također nazivamo superljuskama. 
Dovoljno veliki supermjehuri mogu propuhati kroz cijeli galaktički disk, oslobađajući si energiju u okružujući galaktički halo ili u međugalaktički medij.

## Vanjske poveznice
- (eng.) Tenorio-Tagle, G., & Bodenheimer, P. "Large-scale expanding superstructures in galaxies". 1988, Annual Review of Astronomy and Astrophysics 26, 145-197. General overview